# مژده (مجله)
مژده از مطبوعات استان فارس در دوران پهلوی اول است.
این مجله از سال ۱۳۰۷ خورشیدی به وسیلهٔ محمدجواد آزادی در شیراز به چاپ می‌رسید.